# Homans-Zeichen
Das Homans-Zeichen ist ein klinisches Zeichen, das bei einer tiefen Beinvenenthrombose vorkommen kann. Es wurde nach dem US-amerikanischen Chirurgen John Homans benannt. Homans beschrieb das Zeichen erstmals 1934 in einer Arbeit zu den tiefen Beinvenenthrombosen.
Das Homans-Zeichen ist positiv, wenn bei ausgestrecktem Bein und plötzlicher und schneller Dorsalflexion im Sprunggelenk ein Wadendruckschmerz auftritt.
Klinische Zeichen bei der tiefen Beinvenenthrombose, zu denen auch das Homans-Zeichen gehört, haben eine relativ hohe Spezifität, aber nur eine geringe Sensitivität.